# 包融
包融（695年—764年），潤州延陵縣（今江苏省丹阳市）人，唐朝詩人。与于休烈、贺朝、万齐融为文词之友。开元初，与贺知章、张旭、张若虚皆有名，号“吴门四士”。张九龄引为怀州司户，迁集贤直学士、大理司直。有《包融诗》一卷。其子包何、包佶，世称“二包”，各有集。

## 历史记载
- 于休烈，河南人也……自幼好学，善属文，与会稽贺朝、万齐融、延陵包融为文词之友，齐名一时。（《旧唐书》卷一百五十三《于休烈传》）
- 先是，神龙中，知章与越州贺朝、万齐融，扬州张若虚、邢巨，润州包融，俱以吴、越之士，文词俊秀，名扬于上京。朝万止山阴尉，齐融昆山令，若虚兖州兵曹，巨监察御史。融遇张九龄，引为怀州司户、集贤直学士。数子人间往往传其文，独知章最贵。（《旧唐书》卷一百九十《文苑》中《贺知章传》）
- 佶字幼正，润州延陵人。父融，集贤院学士，与贺知章、张旭、张若虚有名当时，号"吴门四士"。（《新唐书》卷一四九《刘晏传》）
- 《包融诗》一卷。润州延陵人。历大理司直。二子何、佶齐名，世称“二包”。何，字幼嗣，大历起居舍人。融与储光羲皆延陵人；曲阿有馀杭尉丁仙芝、缑氏主簿蔡隐丘、监察御史蔡希周、渭南尉蔡希寂、处士张彦雄张潮、校书郎张晕、吏部常选周瑀、长洲尉谈，句容有忠王府仓曹参军殷遥、硖石主簿樊光、横阳主簿沈如筠，江宁有右拾遗孙处玄、处士徐延寿，丹徒有江都主簿马挺、武进尉申堂构，十八人皆有诗名。殷璠汇次其诗，为《丹杨集》者。（《新唐书》卷六十六《志》第五十《艺文》四）
- 融，延陵人。开元间仕历大理司直。与参军殷遥、孟浩然交厚，工为诗。二子何、佶，纵声雅道，齐名当时，号二包。有诗一卷行世。夫人之于学，苦心难；既苦心成业难，成业者获名不朽，兼父子兄弟间尤难。历观唐人父子如三包、六窦，张碧、张瀛，顾况、顾非熊，章孝标、章碣；公孙如杜审言、杜甫，钱起、钱珝，温庭筠、温宪；兄弟如皇甫冉、皇甫曾，李宣古、李宣远，姚係、姚伦等，皆联玉无瑕，清尘远播。芝兰继芳，重难改于父道；骚雅接响，庶不慊于祖风。四难之间，挥尘之际，亦可以为美谈矣。（元·辛文房《唐才子传》·《包融传》）

## 作品
酬忠公林亭
江外有真隐，寂居岁已侵。
结庐近西术，种树久成阴。
人迹乍及户，车声遥隔林。
自言解尘事，咫尺能辎尘。
为道岂庐霍，会静由吾心。
方秋院木落，仰望日萧森。
持我兴来趣，采菊行相寻。
尘念到门尽，远情对君深。
一谈入理窟，再索破幽襟。
安得山中信，致书移尚禽。
登翅头山题俨公石壁
晨登翅头山，山曛黄雾起。
却瞻迷向背，直下失城市。
暾日衔东郊，朝光生邑里。
扫除诸烟氛，照出众楼雉。
青为洞庭山，白是太湖水。
苍茫远郊树，倏忽不相似。
万象以区别，森然共盈几。
坐令开心胸，渐觉落尘滓。
北岩千余仞，结庐谁家子？
愿陪中峰游，朝暮白云里。
赋得岸花临水发
笑笑傍溪花，丛丛逐岸斜。
朝开川上日，夜发浦中霞。
照灼如临镜，丰茸胜浣纱。
春来武陵道，几树落仙家？
和陈校书省中玩雪
芸阁朝来雪，飘摇正满空。
褰开明月下，校理落花中。
色向怀铅白，光因翰简融。
能令草玄者，回思入流风。
和崔会稽咏王兵曹厅前涌泉势
茂德来征应，流泉入咏歌。
含灵符上善，作字表中和。
有草恒垂露，无风欲偃波。
为看人共水，清白定谁多？
阮公啸台
荒台森荆杞，蒙笼无上路。
传是古人迹，阮公长啸处。
至今清风来，时时动林树。
逝者共已远，升攀想遗趣。
静然荒榛间，久之若有悟。
灵光未歇灭，千载知仰慕。
送国子张主簿
湖岸缆初解，莺啼别离处。
遥见舟中人，时时一回顾。
坐悲芳岁晚，花落青轩树。
春梦随我心，悠扬逐君去。
武陵桃源送人
武陵川径入幽遐，
中有鸡犬秦人家。
先时见者为谁耶？
源水今流桃复花。